# Aeroportul Morlaix – Ploujean
Aeroportul Morlaix – Ploujean (IATA: MXN, ICAO: LFRU) este un aeroport din Ploujean⁠(d), Morlaix, Finistère, Bretania, Zona de apărare și securitate Vest⁠(d), Franța metropolitană, Franța ce deservește zona Morlaix. Aeroportul a fost tranzitat în 2009 de 172 de pasageri. A fost numit după zona deservită.
Situat la o altitudine de 84 m, aeroportul dispune de o singură pistă.